# Tookoonooka

Stát Queensland

Tookoonooka je velký meteorický kráter nacházející se v jihozápadním Queenslandu v Austrálii. Leží pohřben hluboko v druhohorních sedimentárních horninách a není vidět na povrchu.

## Podrobnosti
Tookoonooka byla objevena použitím seismických údajů shromážděných během rutinního ropného průzkumu a poprvé je uváděna v publikaci v roce 1989, s důkazem dopadové teorie vycházejícím z objevu šokových hornin ve vrtném jádru. Odhady hovoří o kráteru o průměru v rozmezí od 55 do 66 kilometrů.  Stáří kráteru se odhaduje mezi 123–133 miliony let nebo 115–112 miliony let. Tookoonooka je spojena s několika malými ropnými poli. 

## Kráter Talundilly
Seismická data ukazují nedalekou podobnou strukturu stejného stáří označovánou jako Talundilly. I když se zdá pravděpodobné, že Tookoonooka a Talundilly jsou párové krátery, důkaz o původu dopadu není možné získat bez vrtů. Další navrhované párové krátery jsou větší struktury Západní a Východní Warburton Basin v nedalekém státě Jižní Austrálie.